# Manolo Bejarano
Manuel Bejarano Solana (Cáceres 1 de febrero de 1974) fue un torero español.

## Biografía
Manolo Bejarano nació en Cáceres el 1 de febrero de 1974 (45 años), fue matador de toros hasta el año 2011, a partir de ahí se dedicó a empresario taurino y apoderado, actualmente es director de la Escuela taurina de Cáceres.
En el año 2002 se casó en la iglesia de Santa María en Cáceres con su mujer Irene Manzano, con la que posteriormente tuvo una hija.

## Carrera profesional
El 24 de abril de 1992 se presentó como becerrista en Talayuela lidiando reses de Nicolás Mateos y formando cartel con los también aspirantes a toreros Juan Bazaga, Antonio Cruz y Alberto Manuel.
Debutó en Cáceres el 24 de abril de 1994 con motivo del patrón de la ciudad, San Jorge, con novillos de Peñajara y en compañía de Regino Ortés y López Chaves.
Se presenta en las ventas el 5 de julio de 1997 con toros de Alejandro Vázquez componiendo la terna junto a Eduardo Flores y Juan Manuel Benítez. Situándose esta temporada en el número uno del escalafón novilleril con un total de 54 festejos.
El 25 de abril de 1999 recibe la alternativa en Cáceres de la mano de Juan Antonio Ruiz Espartaco y teniendo de testigo a Juan Mora, recibiendo una grave cornada. Esta temporada torea un total de 11 festejos, pasando por alguna plaza importante como por Badajoz o Gerona, durante toda la temporada corto un total de 17 orejas y 2 rabos.
El 23 de julio de 2000 confirma la alternativa en Las Ventas teniendo de padrino a José Antonio Iniesta y de testigo a El Renco lidiando reses de Carriquirri. Toreando esta temporada un total de 22 festejos cortando 38 orejas y un rabo.
En la temporada 2001 torea 8 corridas cortando 8 orejas, una de esas corridas fue en Madrid el 22 de julio.
En la temporada 2002 torea 2 festejos, el primer en Valencia de Alcántara en el cual resultó gravemente herido, y el siguiente festejos fue en Cáceres proclamándose triunfador de la tarde al cortar 3 orejas estando acartelado junto a finito de Córdoba y Uceda Leal.
El 2 de octubre de 2010 se retira definitivamente de los ruedos, en una corrida en la plaza de toros de Cáceres con motivo de la feria de San Miguel.
El 1 de mayo de 2019 conmemoró su 20 aniversario de alternativa lidiando un toro en la plaza de toros de Cáceres compartiendo cartel junto a los alumnos de la escuela taurina de Cáceres.

## Después de su retirada
Tras su retirada Manolo Bejarano siguió estando vinculado al mundo del toro, durante todos estos años desde su retirada hasta hoy en día ha estado organizando festejos taurinos, también ha sido apoderado, en 2015 apoderó al novillero extremeño Juan Carlos Carballo y en 2017 apoderó al novillero Andrés Jiménez "Gallo de Córdoba".
En el año 2015 creó la escuela taurina de Cáceres, tras más de 10 años sin actividad ninguna recuperó la escuela taurina.